# Gedanken (Ö1)
Gedanken ist eine wöchentliche, kulturelle Radiosendung auf Österreich 1, die jeden Sonntag von 9 bis 10 Uhr ausgestrahlt wird. Der Themenbereich erstreckt sich über Kunst, Wissenschaft und damit zusammenhängende Lebensgeschichten.
Die Selbstbeschreibung der Sendung lautet: „Geistreiche ZeitgenossInnen aus Wissenschaft, Kunst, Kultur und anderen Lebensbereichen äußern sich zu Themen, die ihnen wichtig sind: persönliche Erkenntnisse und Überlegungen, Ansichten und Einsichten. Mit einem wohlabgestimmten Musikprogramm aus allen Genres in den Gedankenpausen.“
Beispielsweise waren in den Sendungen Ende 2021 zwei Musiker, eine Psychotherapeutin, eine Fotografin, eine Autorin und ein Extrembergsteiger vertreten.
Eine ähnliche Sendereihe in Ö1 sind die Gedanken für den Tag. Sie werden aber täglich (außer Sonn- und Feiertagen) von 6:56 bis 7:00 gesendet.
Beschreibung der Sendung: Die Gedanken begleiten im Idealfall durch den Alltag des Lebens, erhellen, deuten und hinterfragen ihn, um diejenigen zu bereichern, die Lebens- und Glaubenserfahrungen ihr Ohr öffnen. Anregungen und Reflexionen von ganz verschiedenen Denkerinnen und Denkern.
Die anregenden oder meditativen Gedanken kommen u. a. von Seelsorgern, Künstlern, Musikern, Sozialarbeitern oder Unternehmern.

## Auszeichnungen
- 2021: Radiopreis der Erwachsenenbildung Österreich für Faszination des Bösen – Die Psychologin Ulrike Schiesser über Verschwörungstheorien und diffuse Ängste in unserer Gesellschaft von Claudia Gschweitl in der Sparte Bildung (Eduard-Ploier-Preis)[1][2]